# All I Need (Air)
All I Need is een nummer van het Franse muziekduo Air. Het is de derde single van hun debuutalbum Moon Safari uit 1998. Op 9 november dat jaar werd het nummer op single uitgebracht. Het nummer wordt gezongen door de  Amerikaanse zangeres Beth Hirsch.

## Achtergrond
De single was alleen in Nederland, het Verenigd Koninkrijk en Australië een radiohit. In het Verenigd Koninkrijk werd de 29e positie behaald in de UK Singles Chart. In Australië werd de 83e positie bereikt. 
In Nederland was de single in week 47 van 1998 de 298e Megahit van de week op Radio 3FM en bereikte de 23e positie in de publieke hitlijst; toentertijd de Mega Top 100 en stond tweëntwintig weken in deze hitlijst genoteerd. In de Nederlandse Top 40 op destijds Radio 538 werd de 25e positie behaald en stond zeven weken genoteerd. 
In België behaalde de single géén notering in de Vlaamse Ultratop 50 en bleef steken op een 18e positie in de Vlaamse "Ultratip". Ook in de Vlaamse Radio 2 Top 30 en Wallonië werd géén notering behaald.
Sinds de editie van december 2005 staat de single genoteerd in de jaarlijkse NPO Radio 2 Top 2000 van de Nederlandse publieke radiozender NPO Radio 2, met als hoogste notering tot nu toe een 201e positie in 2007.

## NPO Radio 2 Top 2000
| Nummer met noteringen in de NPO Radio 2 Top 2000 | '05 | '06 | '07 | '08 | '09 | '10 | '11 | '12 | '13 | '14 | '15 | '16 | '17 | '18 | '19  | '20  | '21  | '22  | '23  | '24  |
| ------------------------------------------------ | --- | --- | --- | --- | --- | --- | --- | --- | --- | --- | --- | --- | --- | --- | ---- | ---- | ---- | ---- | ---- | ---- |
| All I Need                                       | 690 | 415 | 201 | 559 | 461 | 480 | 414 | 432 | 539 | 516 | 553 | 528 | 546 | 841 | 1040 | 1101 | 1240 | 1178 | 1237 | 1011 |

1. ↑  Een vetgedrukt getal geeft de hoogste notering aan.
2. ↑  2005 was het eerste jaar met een notering voor dit nummer.